# Tartan (látka)

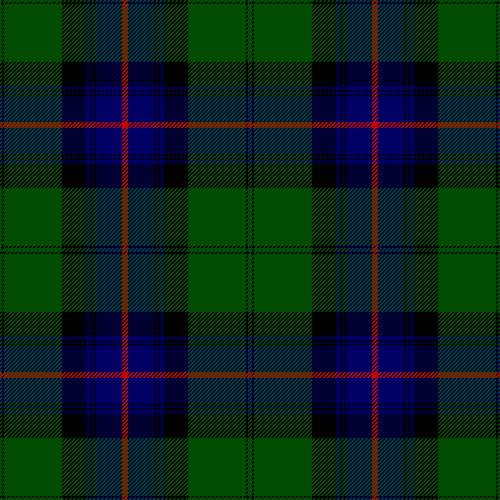
Armstrong tartan, jeden z nejstarších skotských rodových tartanů (od r. 1842)

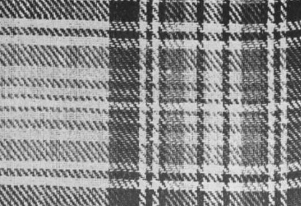
Šestibarevný tartan z roku 1920: osnova 28 tex, útek 23 tex, 130 g/m²

Tartan je vzor tkanin s přesně stanoveným pravoúhlým uspořádáním pruhů ve svých barvách a proporcích.
Původ názvu tartan není jednoznačně dokázán. Podle většiny historiků pochází z francouzského tartaine = tatarský (turecký) oděv, jiní jej odvozují ze španělského tiritana = tkanina s malými káry.
Tartanové tkaniny se vyrábějí převážně z vlněných přízí a ze směsí s vlnou. Vedle skotských krojů a uniforem se tartan používá také na civilní kostýmy, obleky, pláště, sukně, kalhoty a pod.

## Z historie tartanu
Pravděpodobně nejstarší textilie s tartanovým vzorem pochází z Číny z doby před 1. tisíciletím před n. l. Podobné nálezy ze střední Evropy (Salzburg) se datují 6. až 8. stoletím před n. l.
Většina nejznámějších, skotských tartanů, byla vyvinuta v 18. a 19. století. Ve Skotsku se tartany používaly na uniformy i na všední oděvy. Služebníci směli nosit jen jednobarevné oděvy, pachtýři dvoubarevné, důstojníci trojbarevné, náčelníci kmenů pětibarevné, básníci a druidové šestibarevné a jen král směl nosit sedmibarevný oděv, což je ale novodobý mýtus. Pravdou je, že některá barviva (např. červené a žluté) byla výrazně dražší a jejich použití mohlo značit zámožnost nositele.
Tartany se rozdělovaly do následujících kategorií:
- clan t. – nosili členové určitého rodinného klanu
- dress t. – tartany ke slavnostním příležitostem, většinou světlé barvy na bílém podkladě
- mourning t. – ke smutečním příležitostem, černo-bílé
- hunting t. – lovecké oděvy, převážně zelené a hnědé
- chief t. – pro náčelníky kmenů a jejich rodinné příslušníky
- district t. – nejstarší t., předchůdce clan tartans
- royal t. – pro příslušníky královské rodiny
- military t. – na uniformy skotské armády

V 21. století je použití tartanu rozšířené také např. v USA a v Kanadě, ve Skotsku však zůstává tradice a vývoj tartanu celonárodním zájmem. Byl zde např. zřízen registr vzorů tartanu, v roce 2008 s obsahem cca 7000 exemplářů, u kterého se počítalo s každoročním přírůstkem 150 nových vzorů.